# Козлово (Антроповский район)
Козлово — упразднённая деревня в Антроповском районе Костромской области России.

## География
Урочище находится в центральной части Костромской области, в подзоне южной тайги, на правом берегу реки Шачи, на расстоянии приблизительно 28 километров (по прямой) к юго-западу от посёлка Антропово, административного центра района. Абсолютная высота — 153 метра над уровнем моря.

### Климат
Климат характеризуется как умеренно континентальный, с продолжительной холодной многоснежной зимой и коротким сравнительно тёплым летом. Среднегодовая температура воздуха — 2,5 °C. Средняя температура воздуха самого холодного месяца (января) — −12,6 °C (абсолютный минимум — −38 °C); самого тёплого месяца (июля) — 18,2 °C (абсолютный максимум — 36 °С). Годовое количество атмосферных осадков — 500—550 мм, из которых большая часть выпадает в тёплый период.

## История
В «Списке населенных мест Костромской губернии по сведениям 1870-72 годов» населённый пункт упомянут как усадьба Галичского уезда, расположенная при речке Шаче, в 42 верстах от уездного города. В Козлове числился 1 двор и проживал 31 человек (13 мужчин и 18 женщин).
В 1907 году в сельце, относившемуся к Пречистенской волости, имелось 11 дворов и проживало 46 человек.
В 1926 году деревня входила в состав Богословского сельсовета, числилось 15 дворов и 69 жителей. По состоянию на 1 января 1981 года входила в состав Палкинского сельсовета.